# Gisilia meyi
Gisilia meyi is een vlinder uit de familie prachtmotten (Cosmopterigidae). De wetenschappelijke naam van deze soort is voor het eerst geldig gepubliceerd in 2007 door Sinev.
De soort komt voor in tropisch Afrika.